# Dorfkirche Tempelberg

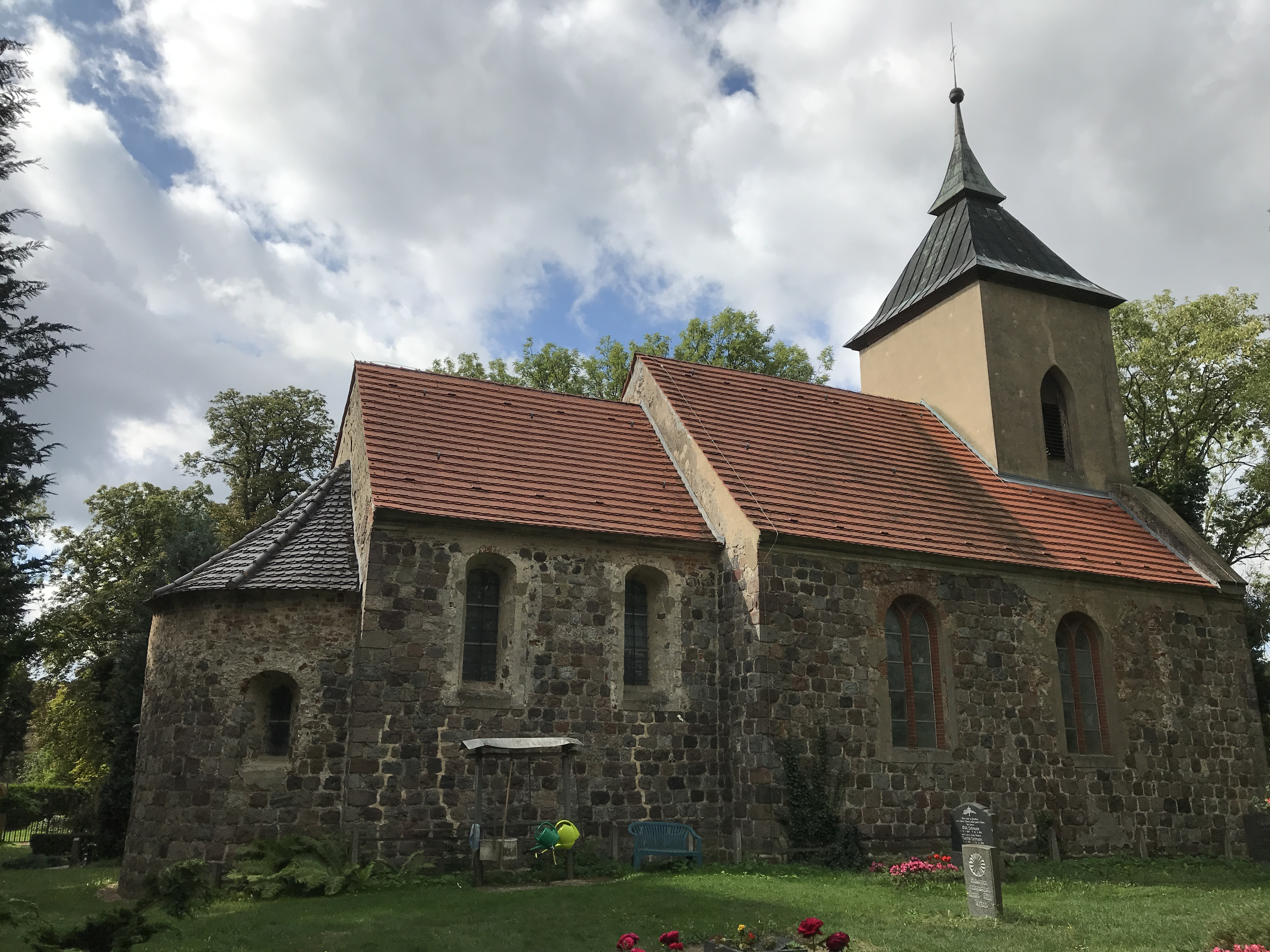
Dorfkirche Tempelberg

Die evangelische Dorfkirche Tempelberg ist eine Feldsteinkirche in Tempelberg, einem Ortsteil der Gemeinde Steinhöfel im Landkreis Oder-Spree im Land Brandenburg. Die Kirchengemeinde gehört zum Kirchenkreis Oderland-Spree der Evangelischen Kirche Berlin-Brandenburg-schlesische Oberlausitz.

## Lage
Die Lindenstraße führt von Südosten kommend auf den historischen Dorfanger zu. In dessen Norden liegt einer von drei Teichen. Die Kirche steht östlich dieses Gewässers auf einem Grundstück, das mit einer Mauer aus unbehauenen und nicht lagig geschichteten Feldsteinen eingefriedet ist.

## Geschichte
Der Sakralbau wurde im zweiten Viertel des 13. Jahrhunderts errichtet. Im 14. Jahrhundert lag das Kirchenpatronat bei der Familie derer von Wulffen. Im Dreißigjährigen Krieg fiel der Ort nahezu wüst; die Kirche wurde schwer beschädigt. Adolf von Wulfen setzte sich für einen Neuaufbau der Kirche ein. Um 1745 ließ die Kirchengemeinde unter anderem die Fenster erneuern und einen quadratischen Turmaufsatz errichten. Dieser wurde 1994 restauriert. Gleichzeitig errichteten Handwerker an der südlichen Seite des Chors eine Sakristei mit Patronatsloge.

## Baubeschreibung

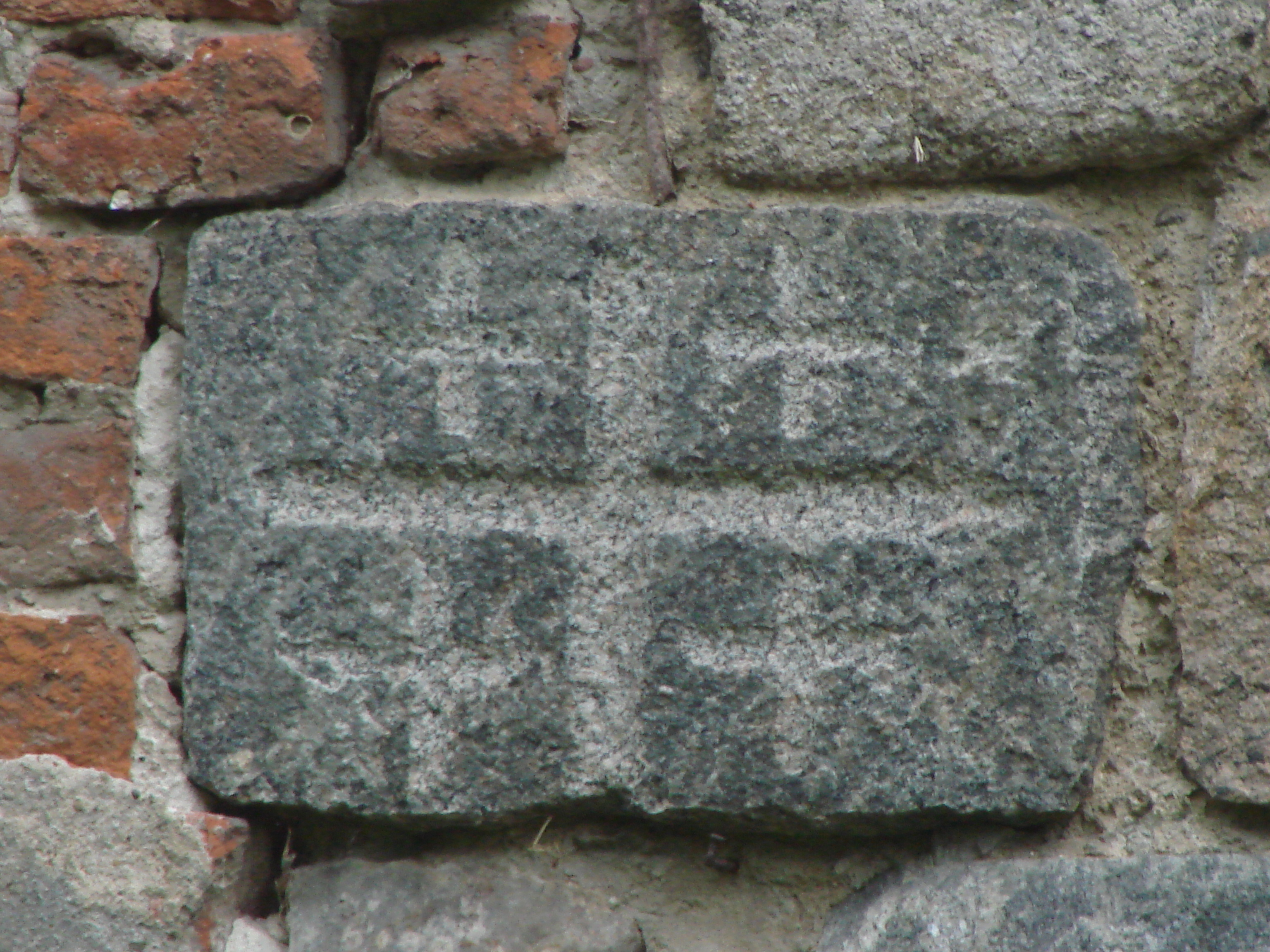
Jerusalemkreuz an der vermauerten Südpforte

Bei dem Bauwerk handelt es sich um eine Vollständige Anlage, die im Wesentlichen aus Feldsteinen errichtet wurde. Diese wurden – wie für Bauwerke der frühen Phase üblich – vergleichsweise sorgfältig behauen und lagig geschichtet. Die Apsis ist halbrund und hatte ursprünglich drei kleine Fenster. Die beiden nach Norden bzw. Süden zeigenden Öffnungen sind barock vergrößert und mit rötlichen Mauersteinen eingefasst. Das mittlere Fenster wurde zugesetzt, dabei verblieben die Keilsteine im Mauerwerk. Oberhalb sind am Übergang zur Dachtraufe große Ausbesserungsarbeiten mit rötlichem Mauerstein erkennbar. Die Apsis trägt ein schlichtes Kegeldach.
Der Chor ist gegenüber dem Kirchenschiff leicht eingezogen. Während die Ostwand geschlossen ist, befinden sich an der Nordseite zwei große Rundbogenfenster mit einem verputzten Gewände. Über die ursprüngliche Form der Wand an der Südseite kann ohne weitere Untersuchungen keine Aussage mehr getroffen werden. Dort befindet sich ein zweigeschossiger, rechteckiger Anbau. Im unteren Geschoss ist eine rechteckige Tür, daneben seitlich je ein hochrechteckiges Fenster. Im oberen Geschoss sind drei gleich große, ebenfalls rechteckige Fenster. Die südliche Fassadenseite ist verputzt.
Das Kirchenschiff hat ebenfalls einen rechteckigen Grundriss und ist vergleichsweise kurz. An der Nordseite sind ebenfalls zwei große Rundbogenfenster, deren Einfassung mit rötlichem Mauerstein errichtet wurde. An der Südseite sind zwei weitere Fenster dieser Bauart. Hier könnten sich zu einer früheren Zeit drei Fenster befunden haben: Westlich des westlich gelegenen Fensters ist ein mit Mauersplittern und Ziegelbruch zugesetztes Fenster erkennbar. Ein weiteres Fenster könnte sich rechts davon befunden haben. Darunter ist eine ebenfalls mit Mauersplittern und Ziegelbruch zugesetzte Priesterpforte. In Höhe des Kämpfers ist an der rechten Seite ein geritzter Stein mit einem Jerusalemkreuz.
Die westliche Wand ist weitgehend geschlossen. Im Erdgeschoss ist eine kleine, rechteckige Pforte. Darüber ist leicht ausmittig nach Süden hin eine kreisförmige Öffnung. Darüber erhebt sich aus dem Satteldach eine rechteckige Turmhaube. Sie hat an der Nord-, Süd- und Ostseite je eine spitzbogenförmige Klangarkade. Darüber ist ein Pyramidendach mit Turmkugel und Wetterfahne.

## Ausstattung

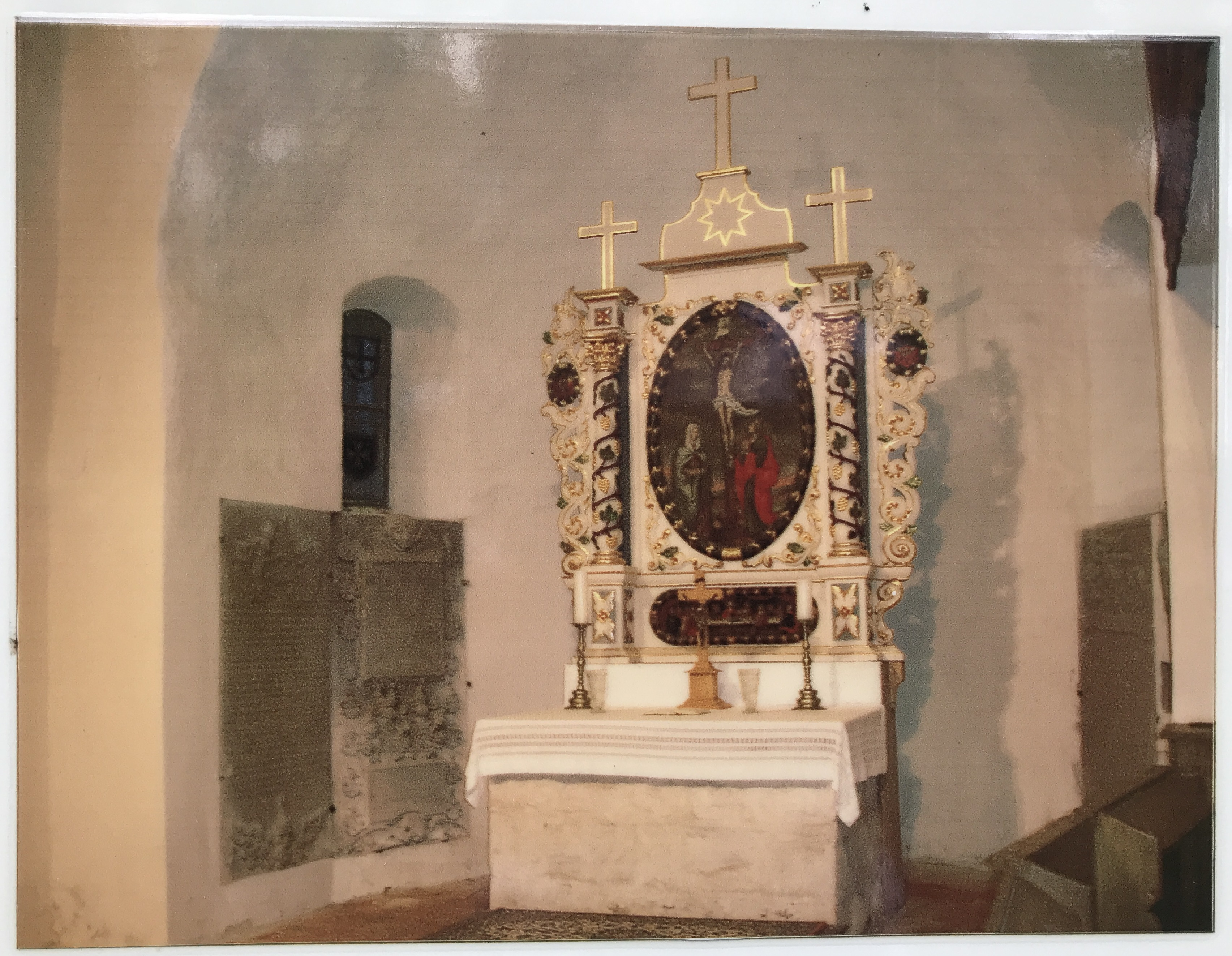
Altar

Das Altarretabel entstand Anfang des 18. Jahrhunderts und besteht aus zwei gedrehten Säulen, die mit Weinlaub und Ranken verziert sind. Die Seiten sind mit Akanthus geschmückt. In der Predella ist das Abendmahl Jesu zu sehen, im ovalen Altarblatt die Kreuzigung Jesu. Oberhalb der Säulen sowie im Altarauszug steht je ein Kreuz. Es wurde in den Jahren 1992 bis 1994 restauriert. Zwischen Apsis und Chor steht eine hölzerne Kanzel aus dem zweiten Viertel des 17. Jahrhunderts. Der Kanzelkorb ist mit gedrehten Säulen verziert; dazwischen sind Bilder der Evangelisten.
An der Chor- und Apsiswand stehen insgesamt sieben Epitaphe aus dem 17. und 18. Jahrhundert. Eine Gedenktafel sowie ein Gedenkbuch erinnert an die Gefallenen aus dem Zweiten Weltkrieg; zwei Wandbilder an die Gefallenen aus den Befreiungskriegen. Im Bauwerk befindet sich weiterhin eine Hufeisenempore.
Das Bauwerk ist in seinem Innern flach gedeckt. Der Triumphbogen sowie der Apsisbogen sind rund.
Im Turm hängen zwei mittelalterliche Glocken sowie eine weitere Glocke, die Sebastian Preger aus Frankfurt (Oder) im Jahr 1598 goss.